# Jean-Luc Roos
Jean-Luc Roos, né le 3 juin 1955, est un joueur d'échecs français. Maître international depuis 1994, il participe à plusieurs reprises au championnat de France d'échecs des clubs.

## Biographie
Roos est issu d'une famille française de joueurs d'échecs. Son père Michel Roos (1932–2002) remporte le Championnat de France d'échecs en 1964 ; ce succès est répété par son frère Louis en 1977. Sa mère Jacqueline Roos (décédée en 2016) était grand maître international d'échecs par correspondance (2000), sa sœur Céline (1953–2021) était maître internationale féminine (WIM), et ses frères Daniel et Louis (né en 1957) sont Maîtres internationaux (IM).
Roos a joué deux fois pour la France dans la Mitropa Cup (1981, 1983).